# Echinolatus
Echinolatus is een geslacht van kreeftachtigen uit de klasse van de Malacostraca (hogere kreeftachtigen).

## Soorten
- Echinolatus bullatus (Balss, 1924)
- Echinolatus caledonicus (Moosa, 1996)
- Echinolatus poorei Davie & Crosnier, 2006
- Echinolatus proximus Davie & Crosnier, 2006